# Епархия Либано — Онды

Герб епархии Либано-Онды

Епархия Либано–Онды (лат. Dioecesis Libana-Hondana) — епархия Римско-Католической церкви с центром в городе Либано, Колумбия. Епархия Либано–Онды входит в митрополию Ибаге. Кафедральным собором епархии Либано-Хонды является церковь Пресвятой Девы Марии. В городе Онда находится сокафедральный собор Пресвятой Девы Марии.

## История
8 июля 1999 года Римский папа Иоанн Павел II выпустил буллу «Ita iam», которой учредил епархию Либано-Онды, выделив её из архиепархии Ибаге.

## Ординарии епархии
- епископ José Luis Serna Alzat I.M.C.[1] (8.07.1989 — 12.07.2002);
- епископ Rafael Arcadio Bernal Supelano C.SS.R. (10.01.2003 — 28.02.2004);
- епископ José Miguel Gómez Rodríguez (22.11.2004 — 23.92.2015), назначен епископом Факатативы;
- епископ José Luis Henao Cadavid (с 17 октября 2015 года).

## Источник
- Annuario Pontificio, Libreria Editrice Vaticana, Città del Vaticano, 2003, ISBN 88-209-7422-3
- Булла Ita iam  (лат.)